# Sexdagarna
Sexdagarna  är ett projekt som startades av RFSU Stockholm tillsammans med Stockholms Universitets Studentkår.
Sexdagarna genomfördes första gången under våren 2004 på Stockholms universitet. Detta projekt var ett pilotprojekt med syftet att upplysa studenter om sex och samlevnad. Projektet upprepades under hösten 2004 samt under hösten 2005. Under hösten 2005 utökades projektet till att även delvis omfatta Lärarhögskolan i Stockholm.
Syftet med Sexdagarna är att göra studenter som rör sig inom universitetsvärlden medvetna om mångfalden och riskerna inom sex, men framförallt betona de positiva aspekterna av att bejaka sin sexualitet. Dessutom syftar Sexdagarna på att förebygga oönskade graviditeter och STI.